# Премія повторного відкриття імені Кордвайнера Сміта
Премія повторного відкриття імені Кордвайнера Сміта — премія в області наукової фантастики і фентезі, якою нагороджують авторів, які, за думкою журі, не отримують заслуженої уваги. Вперше було презентовано в 2001 році на «WorldCon»-і (переможець Олаф Стейплдон), і з того часу вручається щорічно на літературному конвенті «ReaderCon». Зазвичай видається посмертно, окрім 2011 року, коли нагороду було видано Кетрін Маклін.
Першими суддями в журі були Роберт Сілверберг, Скотт Едельмен, Ґарднер Дозуа і Джон Клют.

## Переможці
- 2001 — Олаф Стейплдон
- 2002 — Рафаель Алоїзіус Лафферті
- 2003 — Едгар Пенгборн
- 2004 — Генрі Каттнер і Кетрін Люсіль Мур
- 2005 — Лі Брекетт
- 2006 — Вільям Гоуп Годжсон
- 2007 — Даніел Галує
- 2008 — Стенлі Вайнбаум
- 2009 — Абрахам Мерріт
- 2010 — Марк Кліфтон
- 2011 — Кетрін Маклін
- 2012 — Фредерік Браун
- 2013 — Ваймен Гвін[de]
- 2014 — Мілдред Клінгермен
- 2015 — Кларк Ештон Сміт
- 2016 — Джудіт Мерріл
- 2017 — Сібері Квінн[en]
- 2018 — Френк М. Робінсон